# HD 14988
HD 14988，又名CD-26 857，SAO 167757、HR 703，是一颗恒星，视星等为6.44，位于銀經214.69，銀緯-69.2，其B1900.0坐标为赤經2h 19m 50.5s，赤緯-26° -69.2′ 4″。